# 塔沃河畔卡佩莱
塔沃河畔卡佩莱（義大利語：Cappelle sul Tavo），是意大利佩斯卡拉省的一个市镇。总面积5.46平方公里，人口3920人，人口密度717.9人/平方公里（2009年）。ISTAT代码为068006。